# Джалал ад-Дін Суюргатмиш
Джалал ад-Дін Суюргатмиш (д/н — 21 серпня 1294) — султан Кермана з династії Кутлугханідів у 1282—1292 роках.

## Життєпис
Син султана Кутб ад-Дін Мухаммад-хана й можлива Хан-Туркан. Був другом дитинства Текудера з династії Хулагуїдів. 1277 року його мачуха — султанша Кутлуг Туркан — відправила до війська ільхана Абака-хана та призначила очільником султанського полювання (емір-шикар). Поступово він став втручатися у внутрішні справи Кермана, що наштовхнулося на спротив султанші. 1279 року звернувся до Абака-хана з метою отримати права свого зведеного брата Музаффар ад-Діна. 1280 року захопив Керман, де змусив Кутлуг Тьуркан визнати себе султаном. Поступово він перебрав на себе повноваження. Його суперниці вирушила до Тебризу, де інтригувала проти Суюргатмиша. Лише 1282 року домігся переваги над Кутлуг туркан, коли новий ільхан Текудер затвердив Джалаад-Діна одноосібним керманським султаном.
Невдовзі було розкрито змову на чолі із Муїзз ад-Діном та Мухаммад Аламдаром, які планували відновити владу Кутлуг Туркан. Усіх змовників було страчено.
Ситуація змінилася у 1284 року, коли Текудера повалив Аргун-хан. Останній змусив Джалал ад-Дін Суюргатмиша змусив погодитися на спільне панування в Кермані зі зведеною сестрою Падишах Хатун. Проте обидва інтригували один проти одного. Суюргатмиш отримав підтримку монгольського нойона Буки. Останній домігся шлюбу Падишах Хатун з Гайхату, з яким вона вирушила до Малої Азії. Водночас було влаштовано шлюб султана Кермана з Курдужин-хатун, донькою Менгі-Тимура (сина хана Хулагу), атабека Фарсу. За цим переконав Аргун-хана надати йому Сірджан, що належав Падишах Хатун, а натомість обіцяв збільшити надходження з нього на 20 тис. динарів.
1290 року внаслідок інтриг Падишах Хатун ільхан відібрав Сірджан в Суюргатмиша, повернувши його останній. Трон перейшов до Гайхату. Останній 1292 року відібрав Керман в Суюргатмиша, передавши його своїй дружині. Невдовзі колишнього султана було ув'язнено в Багдаді. 1293 року йому вдалося втекти, але 1294 році знову схоплений при спробі повернути трон й задушений за наказом Падишах Хатун в Кермані.